# Paratriatoma hirsuta
Paratriatoma hirsuta är en insektsart som beskrevs av Barber 1938. Paratriatoma hirsuta ingår i släktet Paratriatoma och familjen rovskinnbaggar. Inga underarter finns listade i Catalogue of Life.